# Ajjikyatanahalli, Holalkere
Ajjikyatanahalli là một làng thuộc tehsil Holalkere, huyện Chitradurga, bang Karnataka, Ấn Độ.